# Контакти (Apple)
Контакти (раніше Adress Book на macOS) — вбудована прикладна програма для збереження контактної інформації, створена компанією Apple Inc. Входить до стандартної поставки iOS, iPadOS та macOS (раніше Mac OS X та OS X). Є централізованим сховищем контактної інформації. Характерною рисою даної програми є інтеграція та синхронізація з багатьма іншими прикладними програмами та функціями macOS. Після виходу OS X Mountain Lion програма отримала назву Contacts (Контакти). Остання версія комп'ютеризованої адресної книги, включеної в MacOS, — Contacts 12.0.

## Можливості програми
- Надання стороннім розробникам API для доступу до адресної книги користувача.
- Підтримка імпорту та експорту контактів у форматі vCard.
- Наявність C та Objective-C програмного інтерфейсу.
- Автоматичне форматування номерів телефонів за заданими шаблонами.
- Повідомлення про зміну адреси.
- Групи контактів.
- Розумні групи базовані на Spotlight.
- Відображення адрес контактів на Google Картах.
- Автоматичне об'єднання під час імпорту vCard.
- Автоматичне форматування телефонних номерів.
- Синхронізація з Microsoft Exchange Server.
- Синхронізація з Адресної книгою Yahoo!.
- Синхронізація з Google Contact Sync.
- Пошук розпізнаванням мовлення.
- Пошук контактів або контактної інформації.
- Сортування контактів: за іменем або прізвищем.
- Архівування адресної книги.
- Картки адресної книги можуть відображати файли наступних форматів: JPEG, GIF, TIFF, PNG і PDF.

### Інтеграція з macOS
- Інтеграція з Mail, iCal, iChat, Fax, Safari, iPhone.
- Сумісність з iSync для синхронізації контактів із телефонами, КПК, iPod та іншими комп'ютерами Mac.
- Контакти індексуються за допомогою Spotlight.
- Віджет Adress Book

## Опис
Address Book має два режими перегляду контактів: «View Card and Column» (Перегляд картки і стовпця) та «View Card Only» (Перегляд тільки картки).
Контакт може містити наступні поля:
- Зображення
- Вимова імені
- Ім'я
- Прізвище
- Посада
- Компанія
- Номер телефону
- Адреса електронної пошти
- Домашня адреса
- Дата народження
- Ім'я користувача в програмах обміну миттєвими повідомленнями
  - AIM
  - ICQ 
  - Jabber
  - MSN
  - Yahoo
- Адреса
- Пов'язані імена
- Примітка